# 大城舞衣子
大城 舞衣子（おおしろ まいこ、1985年11月11日 - ）は、日本のAV女優。

## プロフィール
身長：165cm バスト：90［Fカップ-65］cm ウエスト：56cm ヒップ：86cm 血液型：AB型

## 略歴
東京都出身。2006年2月 『〜スーパースタイル〜初めての感じ…』 （ワンズファクトリー）でAVデビュー。

## 作品

### アダルトビデオ
2006年
- 〜スーパースタイル〜初めての感じ…（2月1日、ワンズファクトリー）
- デジタルアングル（3月1日、ワンズファクトリー）
- 超-美脚（4月1日、ワンズファクトリー）
- 拘束[M]名器（5月1日、ワンズファクトリー）
- ザーメン雌教師（6月1日、ワンズファクトリー）
- 超壊感（7月1日、ワンズファクトリー）
- マックス モザイク VOL.04（8月1日、アイデアポケット）
- ANGEL SUPER DELUXE（9月1日、アイデアポケット）
- GLAMOROUS LIP 舐めまくり口淫唾液痴女 11（10月1日、アイデアポケット）
- Spermania VOL.15（11月1日、アイデアポケット）
- 美女と野汁 未来（12月1日、アイデアポケット）…共演:未来
- DIGITAL CHANNEL 大城舞衣子（12月1日、アイデアポケット）…共演:未来